# 1979 en bande dessinée
| Années de la bande dessinée : 1976 - 1977 - 1978 - 1979 - 1980 - 1981 - 1982    |
| Décennies de la bande dessinée : 1940 - 1950 - 1960 - 1970 - 1980 - 1990 - 2000 |

Cet article présente les faits marquants de l'année 1979 en bande dessinée.

## Évènements
- 19 au 21 janvier : 6e Festival international de la bande dessinée d'Angoulême : Festival d'Angoulême 1979.
- Création d'un personnage à banane et à gros nez : Lucien, par Frank Margerin.
- mai : Aux États-Unis, sortie de Daredevil #158 (premier épisode de la saga de Frank Miller), chez Marvel Comics

## Nouveaux albums
Voir aussi : Albums de bande dessinée sortis en 1979

### Franco-belge
| Sortie  | Titre                         | Scénariste         | Dessinateur   | Coloriste | Éditeur   |
| ------- | ----------------------------- | ------------------ | ------------- | --------- | --------- |
| octobre | Les Phalanges de l'Ordre noir | Pierre Christin    | Enki Bilal    |           | Dargaud   |
| octobre | Ici Même                      | Jean-Claude Forest | Jacques Tardi |           | Casterman |

### Comics
| Sortie | Titre       | Scénariste | Dessinateur | Coloriste | Éditeur |
| ------ | ----------- | ---------- | ----------- | --------- | ------- |
| ?      | à compléter |            |             |           |         |
| ?      | …           |            |             |           |         |

### Mangas
| Sortie | Titre       | Scénariste | Dessinateur | Coloriste | Éditeur |
| ------ | ----------- | ---------- | ----------- | --------- | ------- |
| ?      | à compléter |            |             |           |         |
| ?      | …           |            |             |           |         |

## Naissances
- 10 janvier : Khary Randolph, dessinateur de bande dessinée américain
- 22 février : Dav
- 27 février : Jenny
- 13 mars : Stéphane Bileau, dessinateur
- 10 avril : Valp
- 11 juin : Julien Hugonnard-Bert, dessinateur de comics
- 21 juin : Aude Picault, dessinatrice et une scénariste de bande dessinée française.
- 18 juillet :
  - Marko Djurdjevic (dessinateur de comics)
  - Steve Baker
- 26 août : Francis Manapul, dessinateur de comics
- James Jean (dessinateur de comics), Camille Jourdy

## Décès
- 8 janvier : Victor Hubinon
- 15 août : Walter Berndt, auteur de comics
- 16 octobre : Brantonne
- 30 octobre : Oscar Conti (dit « Oski »)
- 5 novembre : Al Capp
- 23 novembre : Eugène Gire